# Тодор Ангелов
Тодор Ангелов Дзаков (на френски: Théodore Angheloff) с прякор Божаната е български революционер, живял дълго време в Белгия. Първоначално анархист, а след това член на Белгийската комунистическа партия, през 40-те години той оглавява група на Белгийската партизанска армия срещу Нацистка Германия, която е активна главно в Брюксел. През 1943 година е заловен и разстрелян от германските окупационни власти. Използва псевдонимите Симон, Боб, Жан Бастиен.
Тодор Ангелов е баща на писателката Свобода Бъчварова (1925 – 2012).

## Биография

### Ранни години
Тодор Ангелов е роден на 12 януари 1900 година в Кюстендил в бежанския квартал Аджундар, но е кръстен едва шест години по-късно в църквата „Свети Димитър“. Той е вторият от двамата синове на Ангел Дзаков, строител, и Божана Дзакова, перачка. Родителите му, заедно с по-големия му брат Йордан, емигрират от Македония след Винишката афера от 1897 година. По местен обичай като дете е наричан по името на майка си – Тоде Божаната, като този прякор използва и по-късно в живота си.
В Кюстендил Ангелов учи в Мъжката гимназия, където по време на Първата световна война се включва в популярна анархистка група, начело с учителя Радивой Каранов. Силно влияние му оказва неговият съученик, също анархист, Асен Даскалов. Завършва гимназията през лятото на 1920 година, след което работи временно срещу заплащане в Трудова повинност, а през есента е назначен със съдействието на свой съученик за учител в радомирското село Пчелинци.
През пролетта на 1921 година Тодор Ангелов се включва в неразрешена демонстрация в Перник по повод Деня на труда, участниците в която са арестувани за кратко, а малко по-късно е уволнен. Връща се в Кюстендил, но получава призовка за военна служба, която не изпълнява и в продължение на година се укрива в околните села. След като е заловен случайно, той е изпратен в Трудови войски и служи в Бургас и Ямбол, където е във връзка с активната местна анархистка група, запознава се с известния анархист Георги Шейтанов. На 26 март 1923 година участва в анархистка демонстрация срещу изземането на оръжието от населението, която прераства в престрелки с властите и десетки жертви. Ангелов успява да избегне арест и със съдействието на свой съгражданин, офицер в Трудови войски, няколко дни по-късно се уволнява и напуска града.
След уволнението си Ангелов отива в Горна Джумая и започва работа като бояджия. Продължава участието си в анархистки групи, запознавайки се с Тодор Чопов, и участва в организирани от него самодейни театрални постановки в местното читалище. По това време се запознава с бъдещата си съпруга Александра Шарланджиева – от семейство на бежанци от валовищкото село Горни Порой. Тя учи известно време Американския колеж в Самоков, след което става учителка в Хърсово.
При започването на Септемврийските бунтове на 23 септември 1923 година Тодор Ангелов е част от група от около 130 комунисти, анархисти и земеделци от Горна Джумая и съседните села, която се насочва към Дупница, тъй като Българската комунистическа партия се е споразумяла с Вътрешната македонска революционна организация (ВМРО) за взаимен неутралитет при условие да не предизвиква бунтове в Пиринска Македония. Групата наближава Дупница, но бунтът там е предотвратен от властите и тя се насочва на югоизток към Рила.
Междувременно, понеже комунистите нарушават споразумението за неутралитет с ВМРО, негови чети започват да преследват групата, която се опитва да достигне през планината завзетия от бунтовниците Разлог. След сблъсъци с тях основната част от нея е унищожена, но Ангелов е сред малка група оцелели, водени от Методи Алексиев. На 3 октомври, с посредничеството на Георги Пенков, те се предават на ВМРО и Алеко Василев. Затворени са в казармите, а след това в читалището в Разлог. След няколкодневни преговори между властите и ВМРО на 8 октомври част от арестуваните, включително Ангелов и местния комунистически водач Владимир Поптомов, са предадени на Алеко Василев.
Василев включва заловените бунтовници в чети на ВМРО – за да ги предпази от репресии от властите и като гаранция срещу нови безредици, предизвикани от комунистите. Ангелов е включен в чета, водена от Динчо Балкански, която действа в Светиврачко. През следващите месеци често посещава Александра Шарланджиева в Хърсово. През юни 1924 година, с ходатайството на нейния брат и на Георги Пенков пред Алеко Василев, му е разрешено да се върне в Горна Джумая, за да могат двамата да се оженят, като кум им става Методи Алексиев.
На 13 септември, по време на Горноджумайските събития, Тодор Ангелов е задържан от ВМРО в мазето на съда и остава там до края на октомври, а до края на годината се възстановява на легло от претърпените побои. На 11 януари 1925 година се ражда дъщеря му, известната българска писателка Свобода Бъчварова. Отново е задържан на 16 април, след Атентата в църквата „Света Неделя“, но е освободен в началото на май със съдействието на Иван Мотикаров. През август семейството успява да отиде в София и със съдействието на познати, сред които американският мисионер Рубен Маркъм, получават паспорти с чужди имена. През октомври заминават за Лом и оттам с кораб за Виена.

### В емиграция
През октомври 1925 година Тодор Ангелов и семейството му пристигат във Виена, където той се опитва да се прехранва с различни случайни работи, тъй като няма разрешение за работа, но разчита главно на материална помощ от комунистически организации. След като публикува в „Македонско дело“ сведения за дейността на ВМРО от последните години получава задочна смъртна присъда от организацията. Заради връзките му с комунистите е изключен от българската анархистка група във Виена. Изпитващ постоянни финансови проблеми, през юни 1926 година Ангелов заминава със семейството си за Париж.
След пристигането си във Франция Ангелов започва работа в имигрантска работилница за плетени обувки в Сартрувил, но работата е сезонна и през есента се премества в парижкия квартал Белвил. Той продължава връзките си с крайната левица и в началото на март 1927 година е екстрадиран в Белгия и се установява в Схарбек. Тук той става член на Комунистическата партия на Белгия и секретар на групата нейни членове от България.
В Схарбек Тодор Ангелов отоново работи като плетач на обувки. По това време дъщеря му заболява от костна туберкулоза, прекарва 11 месеца на легло в Университетската болница „Брюгман“, и още известно време в санаториум в Бредене, където майка ѝ получава работа като санитарка. През есента на 1930 година е изписана от санаториума, което поставя семейството пред нови финансови трудности, но обявена по това време амнистия във връзка с женитбата на цар Борис III позволява на съпругата и детето на Ангелов да се върнат в България. Самият той остава в Брюксел и живее там като дребен функционер на комунистическата партия до 16 декември 1936 година, когато заминава за Париж, за да се включи като доброволец в Испанската гражданска война на страната на републиканското правителство.

### Испанската и Втората световна война
Заедно с много други доброволци, Ангелов заминава от Париж с влак за Перпинян, а оттам пресича пеш границата с Испания. В края на декември пристига в Албасете, където е назначен за интендант в сформиращия се Батальон „Георги Димитров“, голяма част от доброволците в който са българи. На 12 февруари 1937 година батальонът е прехвърлен спешно на фронтовата линия и участва в битката при Харама, след което остава на позиция в този участък до юни. През юли той е в центъра на опита за настъпление към Брунете, претърпявайки тежки загуби, като Ангелов е ранен в лявата ръка.
След раняването си, през септември 1937 година Тодор Ангелов е прехвърлен в санитарната администрация на Мурсия, превърната в център за лечение на ранени. През април 1938 година участва в евакуацията на болницата към Барселона, където е назначен за чиновник в цензурата, а после отново в администрацията на болница. През лятото пътува за кратко до Париж и Брюксел. През септември е постигнато споразумение за изтегляне на чуждестранните доброволци от Испания. Ангелов остава в Барселона до първите дни на 1939 година, когато се премества във Фигерас, а после в Рипол, където са повечето български интербригадисти, след което преминава във Франция.
Заедно с десетки хиляди бежанци от Испания, Ангелов е настанен в лагер на морския бряг при Аржелес сюр Мер, а на 21 април 1939 година е прехвърлен в новооткрития лагер при Гюрс. Освободен е в края на юли, след което заминава през Париж за Брюксел, където първоначално отсяда при социалиста Пийт Вермейлен, след което подновява работата си като плетач на обувки.
Малко след окупацията на Белгия от Германия през 1940 година, в началото на Втората световна война, Ангелов, както и много други комунисти, се включва в Съпротивата, въпреки официалната прогерманска позиция на Белгийската комунистическа партия по времето на Пакта „Рибентроп-Молотов“. Първоначално организира разпространението на позиви и издания и участва в създаването на нелегални организации сред имигрантските общности в Брюксел. Организира укриването на издирвани от властите еврейски деца и германски дезертьори, както и отделни саботажни акции.
След началото на съветско-германската война, Белгийската комунистическа партия се включва активно в съпротивата и Тодор Ангелов оглавява добре организирана терористична група, включваща главно имигранти, която е особено активна в района на Брюксел. Тя участва в множество саботажи и екзекуции на колаборационисти. През юли 1942 година групата напада белгийската централа на „Юденрат“ и унищожава намиращата се там документация, а през септември извършва бомбен атентат в киносалон с множество жертви. На 19 януари 1943 година е арестуван от Гестапо на площад „Рон-Поан дю Суверен“ в Аудергем при мащабна акция срещу комунистическата съпротива и е затворен в крепостта в Брендонк.
Първоначално Гестапо не успява да идентифицира Ангелов и да си изясни ролята му в организацията и в продължение на седем месеца го държи в единична килия и го подлага на разпити. През първите три месеца на 1943 година са арестувани над 800 участници в комунистическата съпротива и след обстойно разследване към юли властите разкриват нейната структура и дейността ѝ е пресечена. След това арестуваните са използвани за заложници, които са разстрелвани като отмъщение за жертви при акции на Съпротивата.
Тодор Ангелов е разстрелян в Брендонк на 30 ноември 1943 година.

## Оценки за дейността му
Непосредствено след войната Тодор Ангелов е обявен за един от героите на белгийската съпротива и е произведен посмъртно в звание полковник. Награден е с Ордена на Леополд (най-ниската степен - кавалер, с палми), Военен кръст (с палми), Медал на въоръжената съпротива 1940-1945, Възпоменателен медал за войната 1940-1945.
В началото на 80-те години, с участието на българското посолство в Белгия, е поставен негов паметник в Схарбек, където той живее дълго време. Паметник на Ангелов има и в родния му град, а през 1998 година той е обявен за почетен гражданин на Кюстендил.
През 2007 година в Белгия е издадена книгата „Otages de la terreur nazie“ („Заложници на нацисткия терор“), посветена на Тодор Ангелов и неговата група. През 2008 година дъщеря му Свобода Бъчварова издава тритомен документален роман „По особено мъчителен начин“, основан на живота на нейния баща.